# Uncharted 3: Drake's Deception
Uncharted 3: Drake's Deception je akční dobrodružná videohra z roku 2011, kterou vyvinula společnost Naughty Dog a vydala společnost Sony Computer Entertainment pro PlayStation 3. Jedná se o třetí hlavní díl série Uncharted.

## Příběh
Příběh videohry se odehrává dva roky po hře Uncharted 2: Among Thieves (2009) a sleduje Nathana Drakea a jeho mentora Victora Sullivana, kteří pátrají po legendárním ztraceném městě Iram of the Pillars a zároveň bojují proti tajnému spolku vedenému Sullivanovou bývalou zaměstnavatelkou Katherine Marlowe.

## Vývoj a produkce
Vývoj hry Uncharted 3: Drake's Deception začal v roce 2010. Do hry bylo zakomponováno více lokací odlišných od předchozích dílů série, přičemž se tým rozhodl převážně pro pouště a městské oblasti, přičemž inspiraci pro děj čerpal ze života archeologa T. E. Lawrence.
Studio Naughty Dog se snažilo vylepšit otevřenost a realističnost hry, zvýšilo objem motion capture, dabing a provedlo terénní výzkum pro lepší vizuální prostředí a zvuky. Vývojový tým se také zaměřil na vylepšení systému pro více hráčů a představil nové kompetitivní a kooperativní režimy, přičemž hra je také zajímavá tím, že jako jedna z prvních nese novou online funkci PlayStation Network Pass.

## Vydání a ohlasy
Videohra byla vydána na začátku listopadu pro konzole PlayStation 3.
Hra Uncharted 3: Drake's Deception získala uznání za dabing, grafiku, příběh a filmový vizuál. Někteří kritizovali její linearitu a považovali ji za horší než jejího předchůdce. Hra získala ocenění Hra roku od mnoha publikací a ocenění a byla komerčně úspěšná, celosvětově se jí prodalo více než devět milionů kopií, což z ní činí jednu z nejprodávanějších her pro PlayStation 3.
V roce 2016 na hru navázalo pokračování Uncharted 4: A Thief's End, které bylo znovu vydáno na PlayStation 4 v rámci série Uncharted: The Nathan Drake Collection.